# Арменян, Армен Нуриджанович
Армен Нуриджанович Арменян (настоящая фамилия Ипекян; 1871—1965) — советский актёр и режиссёр. Народный артист Армянской ССР (1935).

## Биография
Армен Ипекян родился 10 (22) сентября 1871 года в городе Константинополе. Начальное образование он получил в армянской школе в Перинском районе Константинополя, в немецкой школе в Бере, а затем в школе-интернате мехитаристской общины в селе Кад. Затем он стал студентом Ортагюхского колледжа, а затем, через пару лет, студентом Центрального колледжа Константинополя. 1889—1890 Он видит игру Петроса Адамяна и становится его фанатом. Вскоре, в июне 1891 года, смерть Адамяна так потрясла его, что в начале 1890-х годов Арменян отправился на Кавказ и с 1891 года стал играть в армянских группах в Тбилиси.
В 1895—1897 гг. Армен Нуриджанович Арменян учился на драматических курсах Поля Муне в Париже.
С 1902 года он активно выступал в армянских театрах Тифлиса, Баку. Со своей труппой гастролировал в Египте, Турции, Болгарии, Румынии, Иране. Был в числе организаторов труппы «Абелян — Арменян», сыгравшей большую роль в пропаганде армянского сценического искусства в России и за рубежом.
Согласно оценке Б. Б. Арутюняна, Арменян — один из основоположников и выдающихся представителей армянского режиссёрского искусства, способствовал поднятию общей культуры армянского театра. После установления советской власти в Закавказье Армен Нуриджанович Арменян принял активное участие в строительстве советского армянского театра.
С 1935 работал в Ленинаканском театре имени Мравяна (ныне Гюмрийский драматический театр им. Вардана Аджемяна) и в том-же году получил звание Народный артист Армянской ССР.
Среди его лучших ролей: Франц Моор ('Разбойники' Шиллера), Яго, Шейлок ('Отелло', 'Венецианский купец' Шекспира), Гарпагон ('Скупой' Мольера), Барон ('Скупой рыцарь' Пушкина). Среди выдающихся режиссёрских работ Арменяна: 'Старые боги' Шанта, 'Арменуи' и 'Из-за чести' Ширванзаде, 'Разбойники' Шиллера, 'Ревизор' Гоголя, и др.
Армен Нуриджанович Арменян умер 20 июля 1965 года в городе Ленинакане (Армянская ССР).
Его заслуги перед советской театральной культурой были отмечены двумя Правительственными наградами.
Был женат на Е. М. Дурян-Арменян (1885—1969), народной артистке Армянской ССР (1947).